# IROC II
La deuxième édition de l'International Race of Champions, disputée en 1974 et 1975, a été remportée par l'Américain Bobby Unser. Tous les pilotes  conduisaient des Chevrolet Camaro.

## Courses de l'IROC II
| Date              | Lieu      | Vainqueur          | Nationalité | Championnat d'origine |
| 14 septembre 1974 | Michigan  | Bobby Unser        | États-Unis  | IndyCar (USAC)        |
| 26 octobre 1974   | Riverside | Emerson Fittipaldi | Brésil      | Formule 1 (FIA)       |
| 27 octobre 1974   | Riverside | Bobby Allison      | États-Unis  | Winston Cup (NASCAR)  |
| 14 février 1975   | Daytona   | Bobby Unser        | États-Unis  | IndyCar (USAC)        |

## Classement des pilotes
| Classement | Pilote             | Pays           | Championnat          | Gains (en $) |
| ---------- | ------------------ | -------------- | -------------------- | ------------ |
| 1er        | Bobby Unser        | États-Unis     | IndyCar (USAC)       | 41 000       |
| 2e         | A.J. Foyt          | États-Unis     | IndyCar (USAC)       | 27 600       |
| 3e         | Cale Yarborough    | États-Unis     | Winston Cup (NASCAR) | 22 200       |
| 4e         | Bobby Allison      | États-Unis     | Winston Cup (NASCAR) | 20 400       |
| 5e         | Emerson Fittipaldi | Brésil         | Formule 1 (FIA)      | 18 300       |
| 6e         | David Pearson      | États-Unis     | Winston Cup (NASCAR) | 16 500       |
| 7e         | George Follmer     | États-Unis     | SCCA                 | 15 300       |
| 8e         | Ronnie Peterson    | Suède          | Formule 1 (FIA)      | 12 300       |
| 9e         | Johnny Rutherford  | États-Unis     | IndyCar (USAC)       | 9 900        |
| 10e        | Richard Petty      | États-Unis     | Winston Cup (NASCAR) | 6 000        |
| 11e        | Graham Hill        | Royaume-Uni    | Formule 1 (FIA)      | 5 400        |
| 12e        | Jody Scheckter     | Afrique du Sud | Formule 1 (FIA)      | 4 500        |